# Meauzac
Meauzac é uma comuna francesa na região administrativa da Occitânia, no departamento de Tarn-et-Garonne. Estende-se por uma área de 11.77 km², e possui 1.343 habitantes, segundo o censo de 2018, com uma densidade de 110 hab/km².